# Rhabdognathus
Rhabdognathus è un genere estinto di rettili, appartenente ai crocodilomorfi. Visse tra il Cretaceo superiore e il Paleocene (circa 68 - 60 milioni di anni fa) e i suoi resti fossili sono stati ritrovati in Africa (Nigeria, Mali).

## Descrizione
Questo animale doveva assomigliare molto a un odierno gaviale del Gange (Gavialis gangeticus), soprattutto a causa dell'estremo allungamento del muso. Rhabdognathus (il cui nome significa infatti "mascella - bastone") era dotato di un muso allungatissimo che comprendeva circa il 75% dell'intero cranio. La lunghezza del cranio della specie più conosciuta (R. keiniensis) era di circa 73 centimetri. La mandibola di Rhabdognathus era alta quanto ampia, o forse ancora più alta; questa caratteristica distingue Rhabdognathus da un animale molto simile, Hyposaurus. La mandibola era diretta dorsalmente verso la punta, e il primo paio di alveoli (gli "alloggi" dei denti) all'estremità delle fauci erano più alti degli altri. Un'altra caratteristica distintiva di Rhabdognathus era data dall'estrema lunghezza della sinfisi mandibolare (la parte della mandibola dove i due rami si uniscono), che si estendeva oltre il diciannovesimo alveolo mandibolare. Anche lo spleniale si estendeva al di là di questo punto, anche se la posizione della sua sinfisi variava durante la crescita. Gli alveoli di Rhabdognathus erano arrotondati e diretti leggermente verso l'infuori, e quindi anche i denti erano diretti un po' lateralmente.
I crani delle due specie provenienti dal Mali (R. keiniensis e R. aslerensis) possiedono numerose caratteristiche che distinguono Rhabdognathus dagli altri animali simili, i dirosauridi. La parete posteriore della finestra sopratemporale si inclinava dorsalmente cosicché era visibile quando il cranio era in norma dorsale. In Dyrosaurus, invece, la parete era verticale e quindi non visibile in norma dorsale. In entrambe queste specie di Rhabdognathus lo spazio tra il condilo occipitale e i tuberi basioccipitali (entrambi posti nella parte posteriore del cranio dove si articolavano le vertebre) era più lungo che in Dyrosaurus; sia il condilo che i tuberi, inoltre, erano visibili in norma occipitale.

## Classificazione
Rhabdognathus venne descritto per la prima volta nel 1930 da Swinton, sulla base di un frammento di mandibola ritrovato in Nigeria in terreni risalenti al Paleocene. La specie tipo è R. rarus, considerata però in seguito da Jouve indeterminata a livello specifico (ma non generico). Due altri crani paleocenici provenienti dal bacino di Iullemmeden in Mali vennero poi ascritti allo stesso genere, ma ritenuti sufficientemente distinti e diagnostici da essere la base di due differenti nuove specie (R. aslerensis e R. keiniensis). Altri esemplari frammentari provengono dal Cretaceo superiore (Maastrichtiano) del Mali.
Rhabdognathus appartiene ai dirosauridi, un gruppo di rettili affini ai coccodrilli dotati di musi molto allungati. Tra questi ultimi, sembra che Rhabdognathus fosse strettamente imparentato con Atlantosuchus. Una specie precedentemente attribuita a Rhabdognathus (R. compressus) è stata in seguito riattribuita a un altro dirosauride, Congosaurus.